# Dichlorodiphényltrichloroéthane
DDT
Pour les articles homonymes, voir DDT.
Le DDT (ou dichlorodiphényltrichloroéthane  ou bis p-chlorophényl-2,2 trichloro-1,1,1 éthane ou encore le 1,1,1-trichloro-2,2-bis(p-chlorophényl)éthane pour la nomenclature chimique) est un produit chimique (organochloré) synthétisé en 1874 mais dont les propriétés insecticides et acaricides n'ont été découvertes qu'à la fin des années 1930. À partir de la Seconde Guerre mondiale, il est rapidement devenu l'insecticide moderne le plus utilisé, avec beaucoup de succès aussi bien militairement que civilement, dans les champs, dans les maisons et pour la lutte contre divers arthropodes vecteurs de maladie (ex. : paludisme, typhus exanthématique, peste bubonique), et également comme insecticide agricole. Dès les années 1970, il est toutefois interdit dans la plupart des pays en raison de son impact environnemental et sanitaire élevé, mais, en raison de sa persistance élevée, on en retrouve encore des traces dans le sol aujourd'hui.
C'est un solide incolore très hydrophobe, avec une légère odeur. Insoluble dans l'eau, il se dissout facilement dans la plupart des solvants organiques, des matières grasses et des huiles. Le DDT est probablement épimutagène.
En 1948, le chimiste suisse Paul Hermann Müller, qui pourtant n'est pas l'inventeur du DDT, reçut le prix Nobel de physiologie ou médecine « pour sa découverte de la grande efficacité du DDT en tant que poison contre divers arthropodes ».
En 1962, la biologiste américaine Rachel Carson publia le livre Printemps silencieux (Silent Spring) accusant le DDT d'être cancérigène et reprotoxique (empêchant la bonne reproduction des oiseaux en amincissant la coquille de leurs œufs), et d'avoir considérablement réduit la biodiversité agricole des pays industrialisés. Ce livre créa un véritable tollé et est considéré par certains comme à l'origine du mouvement écologiste. Il a encouragé des évaluations écotoxicologiques qui ont conduit — à partir des années 1970 — à peu à peu interdire le DDT dans certains pays. Ailleurs, son utilisation s'est poursuivie pour combattre des vecteurs de maladie, mais elle reste controversée (en tant que polluant organique persistant [POP], et pour ses effets écosystémiques).
Cinquante ans après l'appel de Rachel Carson, une étude d'histoire environnementale a analysé au Canada une couche de guano de martinets accumulé dans un « dortoir » utilisé par ces oiseaux de 1940 à nos jours. Elle a confirmé que le DDT a effectivement eu un impact considérable sur les oiseaux insectivores, mais par un mécanisme s'ajoutant à celui identifié par Carson : en décimant un grand nombre des insectes dont ils se nourrissent (coléoptères notamment, leurs proies les plus nourrissantes),.

## Propriétés
- Le DDT est une substance cristalline incolore, presque insoluble dans l'eau mais très soluble dans les matières grasses et la plupart des solvants organiques.

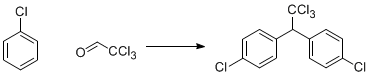
Synthèse du DDT en partant de chloral et de chlorobenzène

- Le DDT est synthétisé par réaction du trichloracétaldhéyhde (chloral) avec du chlorobenzène (C6H5Cl) en présence d'acide sulfurique à chaud. On forme alors un mélange de deux isomères en position ortho et para (para étant majoritaire dans la réaction) de formule : C6H4Cl-CHOH-CCl3. En présence d'un excès de chlorobenzène, une deuxième substitution électrophile aromatique se produit et conduit à un mélange de trois isomères : le p,p'-DDT, l'o,p'-DDT et l'o,o'-DDT. Le p,p'-DDT, majoritaire dans la réaction, est l'insecticide appelé communément le DDT.
- Le DDT technique n'est autre qu'un mélange contenant environ 85 % de p,p'-DDT et de 15 % de o,p'-DDT le o,o'-DDT étant normalement à l'état de trace (d'après les données des fiches techniques[12]).
- Le DDT est également vendu sous les noms de marque : Anofex, Cesarex, Chlorophenothane, Dedelo, p, p-DDT, Dichlorodiphenyltrichloroethane, Dinocide, Didimac, Digmar, ENT 1506, Genitox, Guesapon, Guesarol, Gexarex, Gyron, Hildit, Ixodex, Kopsol, Neocid, OMS 16, Micro DDT 75, Pentachlorin, Rukseam, R50 et Zerdane.
- Outre l'isomère p,p dont traite cet article, on connaît également un isomère o,p où l'un des atomes de chlore est déplacé autour du cycle benzénique en position ortho. Lorsque le contexte rend nécessaire de faire la distinction entre les deux composés, ils sont parfois notés « ppDDT » et « opDDT ».
- Le DDT est un puissant insecticide : il tue en ouvrant les canaux sodiques des neurones des insectes, ce qui les détruit instantanément, conduisant à des spasmes, puis à la mort. Certaines mutations génétiques agissant sur les canaux sodiques peuvent rendre certains insectes résistant au DDT et à d'autres insecticides fonctionnant sur le même principe.

## Histoire

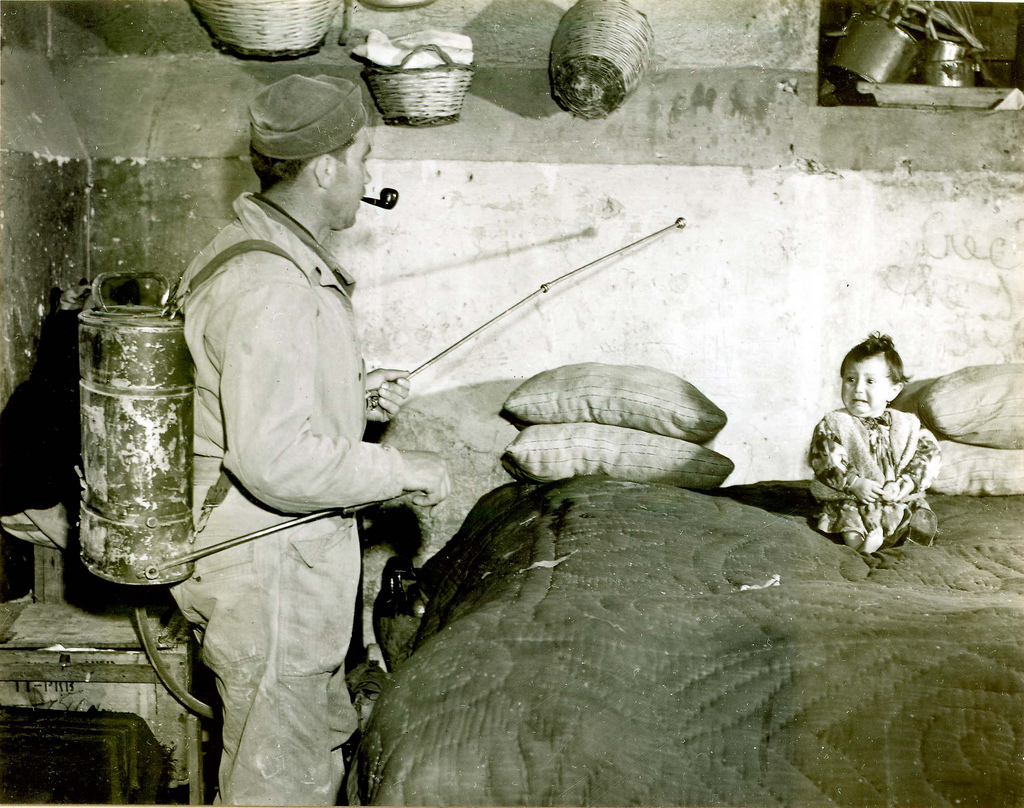
DDT dilué à 10 % dans du kérosène, pulvérisé par l'armée américaine dans les maisons (ici en Italie en 1945) pour lutter contre la malaria (archives du « National Museum of Health & Médicine » américain).

Transvasement de DDT, de bidons vers les réservoirs d'un C-46 pour pulvérisation contre la Malaria dans certaines zones infestées de Corée (en 1951).

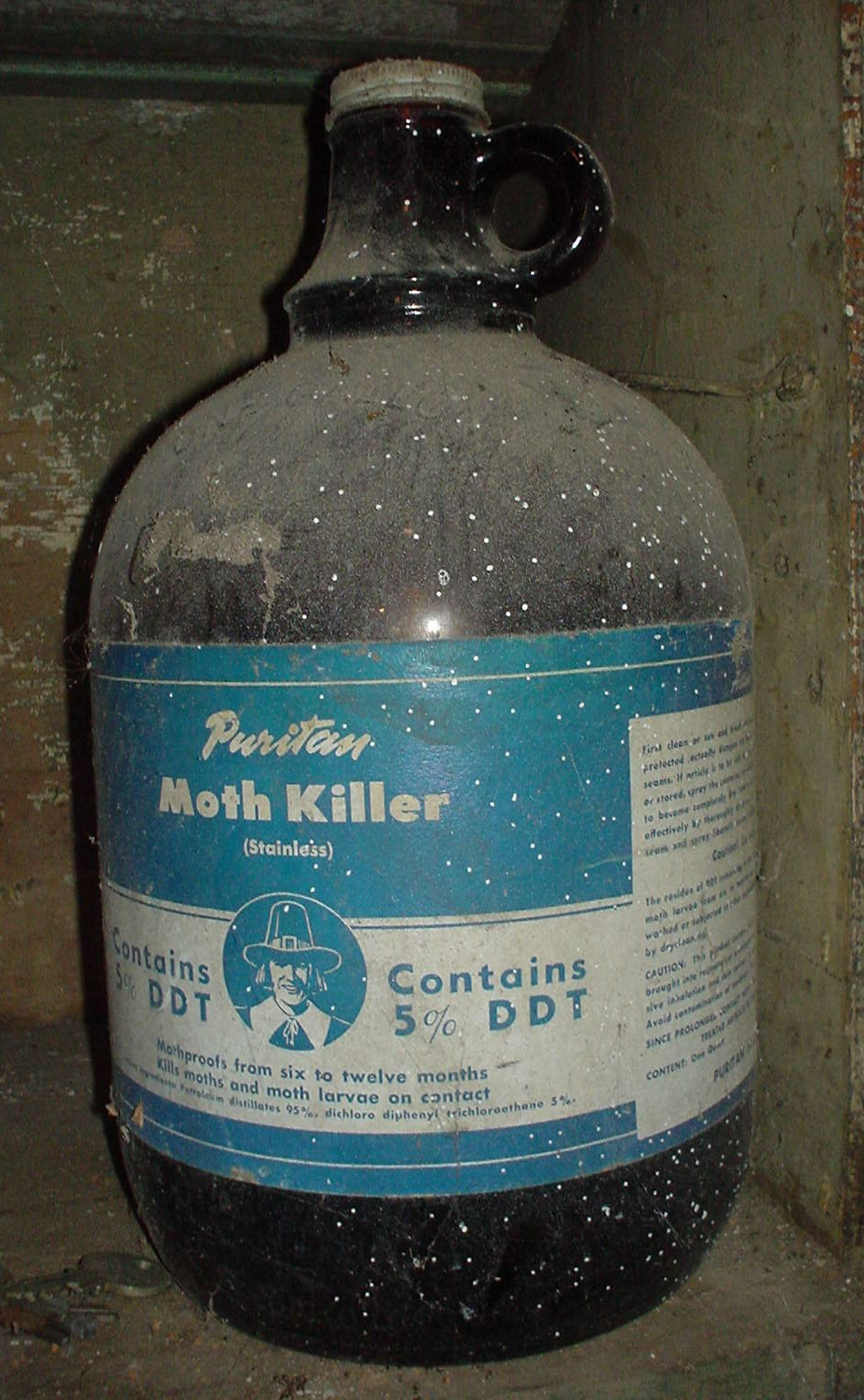
Insecticide liquide commercialisé, contenant 5 % de DDT.

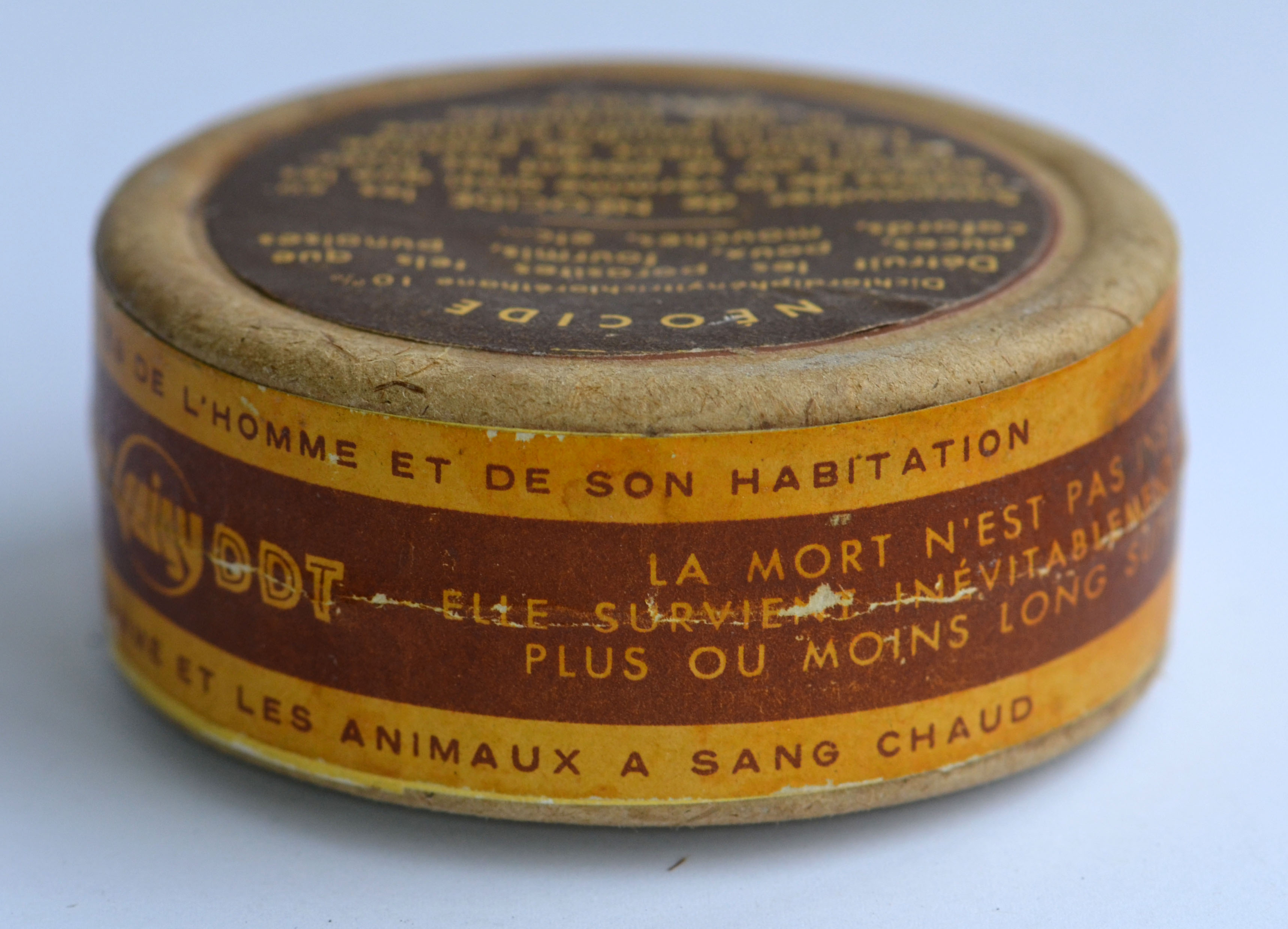
Insecticide (marque : Néocide. Ciba Geigy DDT, conditionné en boite poudreuse de 50 g, contenant 10 % de dichlordiphényltrichloréthane. Selon l'étiquetage, ce produit détruit les parasites tels que puces, poux, fourmis, punaises, cafards, mouches, etc.
Mode d'emploi : Saupoudrer de Néocide les cachettes de la vermine ainsi que les endroits où se posent les insectes et leurs lieux de passage. Laisser la poudre en place le plus longtemps possible.
Allégations : Détruit les parasites de l'Homme et de son habitation ; La mort n'est pas instantanée, elle survient inévitablement dans un délai plus ou moins long ; Fabrication française ; Inoffensif pour l'Homme et les animaux à sang chaud ; Effet certain et durable. Inodore.

Le DDT est synthétisé la première fois par Othmar Zeidler (en) en 1874, mais ses propriétés d'insecticide ne sont découvertes qu'en 1939 par Paul Hermann Müller qui recevra à cet effet le prix Nobel de physiologie ou médecine en 1948. Müller travaillait pour l'entreprise suisse Geigy qui cherchait à développer un insecticide contre les mites ; au cours de ses recherches il s'aperçut que le DDT tuait également les doryphores ; Geigy déposa un brevet sur le DDT auprès des autorités suisses en 1939 qui l'expérimentèrent avec succès contre les doryphores. Après avoir testé les propriétés du DDT sur d'autres insectes, les Suisses firent connaître leur découverte en 1942 tant aux Alliés qu'aux puissances de l'Axe.

### Utilisation dans la première moitié duXXesiècle
Les Allemands ne se saisissent pas vraiment de la découverte, qui retient par contre toute l'attention des Américains, particulièrement intéressés par son action sur les poux. Les études menées par les Américains et les Britanniques confirmèrent celles conduites par les Suisses. En mai 1943, après les études de la Food and Drug Administration attestant de l'innocuité du produit, la production à grande échelle pour approvisionner l'armée est encouragée : fin 1943, la filiale américaine de Geigy, Cincinati Chemicals Works, produit le DDT en quantités industrielles ; fin 1944, on compte aux États-Unis quatorze entreprises productrices de DDT (auxquelles s'ajoutent les entreprises britanniques). En janvier 1944, le DDT fait ses preuves de manière spectaculaire contre une épidémie de typhus qui s'est déclarée à Naples depuis octobre 1943 : ce sont 1,3 million de civils qui seront alors traités avec une poudre de Neocide, une substance contenant du DDT expérimentée par les Américains sur des prisonniers de guerre en Afrique du Nord. Les recherches des Alliés concernant le DDT seront soumises au secret jusqu'en fin 1944. Le DDT est alors abondamment utilisé lors de la Seconde Guerre mondiale par les militaires pour contrôler les insectes porteurs du paludisme et du typhus exanthématique, parvenant à pratiquement éliminer ce dernier. Les civils en répandent sur les murs avec un spray pour tuer les moustiques qui viennent s'y poser, permettant de chasser des souches jusqu'alors résistantes. Des villes entières en Italie sont aspergées du produit pour tuer les poux porteurs de typhus.
En France le DDT sera abondamment répandu avec des escadrilles entières de petits avions Piper cub sur les terres basses et les étangs  de la Plaine orientale de la  Corse, libérée dès 1943 et utilisée comme base aérienne par l'US air Force. Après 1944 ces terres seront largement mises en culture et urbanisées, alors que précédemment la population se cantonnait dans les villages de montagne, considérés comme plus salubres.
Après 1945, il est abondamment utilisé par l'agriculture, et en Grande-Bretagne pour tuer les midges (Culicoides impunctatus : moucherons piqueurs répandus en Écosse). Aux États-Unis, il devint autorisé à la vente le 31 août 1945.
Le DDT a contribué à l'éradication complète du paludisme en Europe et en Amérique du Nord, bien que des mesures d'hygiène prises au début du XXe siècle et l'augmentation du niveau de vie aient déjà permis une quasi-disparition dans les pays développés. Le paludisme connaît en effet un déclin en Europe et aux États-Unis dès la fin du XIXe siècle en raison des assèchements de marais et de la suppression des bassins de réserve. Mais au Brésil et en Égypte, ce sont principalement les abondantes pulvérisations de DDT qui sont responsables de l'éradication du paludisme.
Le DDT a également été utilisé par les alliés pour épouiller les prisonniers de guerre et les déportés au fur et à mesure de leur libération.

### Campagne d'éradication de l'OMS (1955–1969)
En 1955, l'OMS lance un programme mondial d'éradication du paludisme reposant principalement sur l'utilisation du DDT. Bien que le programme ait été un succès (en 1966 près d'un milliard de personnes ne se trouvait plus dans des zones à fort risque), des résistances au DDT se sont répandues chez certains insectes, les premières datant de 1953 en Grèce,. Des résistances sont identifiées dès la fin des années 1960 en Afrique sub-saharienne, en Haute Volta ou au Togo,. En outre, la campagne d'éradication se montre moins efficace dans les régions tropicales à cause du cycle de vie continu des moustiques[réf. nécessaire]. D'autres éléments ont contribué à une résurgence de la maladie comme en Inde ou au Sri Lanka : des infrastructures inadaptées, le manque de personnes, des budgets importants (un tiers du budget de l'OMS à cette époque-là), une baisse de la collaboration de la population,,,,,. Le programme n'est pas du tout suivi en Afrique subsaharienne pour ces raisons, avec pour conséquence une absence de diminution de la mortalité. Ces régions restent actuellement les plus soumises au paludisme, surtout depuis l'apparition de souches résistantes aux médicaments et la propagation du Plasmodium falciparum,. L'ensemble de ces raisons conduira l'OMS à abandonner sa campagne d'éradication et à mettre en place une nouvelle stratégie, fondée sur le plus long terme, à partir de 1969. Ce changement de stratégie a entraîné à certains endroits une diminution temporaire de l'utilisation de DDT. L'échec de la campagne a aussi entraîné une diminution des fonds alloués par l'USAID ou l'UNICEF à la lutte contre le paludisme,.

### Émergence de doutes sur les effets sur la faune
Des doutes apparaissent sur l'effet du DDT sur l'environnement à travers des observations personnelles constatant une diminution du nombre d'oiseaux, confirmées ensuite par des études scientifiques. En 1956, de Witt publie un article montrant l'effet du DDT sur la mortalité ou la fertilité de divers oiseaux. En 1957, le New York Times relate les efforts infructueux d'un mouvement contre le DDT dans le comté de Nassau dans l'État de New-York. Ceci constitue alors le premier mouvement attesté opposé à ce produit. L'éditeur William Shawn (en) pousse la biologiste et auteur populaire Rachel Carson à écrire sur le sujet, et cette dernière publie en 1962 le bestseller Silent Spring (traduit en français en 1963 sous le titre Printemps silencieux). Malgré le tollé suscité par ce livre, le DDT n'est pas interdit avant les années 1970.
Quelques années plus tard, Carol Yannacone assiste à la mort de poissons dans les mares de Yaphank suivant une pulvérisation de DDT menée par la commission de contrôle des moustiques du comté de Suffolk. Elle convainc son mari Victor Yannacone (en), un avocat, de les poursuivre en justice, ce qui mène à une interdiction locale d'utiliser le DDT. Le scientifique Charles Wurster, professeur à l'université de l'État de New York à Stony Brook, avait auparavant remarqué que l'utilisation du DDT sur les ormes tuait les oiseaux sans pour autant sauver les arbres. Art Cooley, un instituteur de Bellport, constate entre-temps le déclin des balbuzards et autres grands oiseaux aux alentours de la rivière de Carman, et suppose un lien avec l'utilisation du DDT. En 1967, la famille Yannacone se joint à Wurster et Cooley pour former l'EDF (Environmental Defense Fund depuis rebaptisé en Environmental Defense) et lancer une plus grande campagne contre l'utilisation du DDT qui mène à son interdiction aux États-Unis. À la suite de cette dernière, les balbuzards et aigles, espèces alors considérées en danger, se sont multipliés.
Au cours des années 1970 et 1980, l'usage du DDT pour l'agriculture est interdit dans la plupart des pays développés. Les premiers pays à interdire le DDT sont la Norvège et la Suède en 1970, mais le Royaume-Uni ne l'interdira pas avant 1984.

### Rôle actuel
De nos jours, le DDT est toujours utilisé dans les pays — principalement tropicaux — pour lutter contre le paludisme et le typhus (et de manière générale, toute maladie transmise par des moustiques). Son utilisation est principalement limitée à l'intérieur des bâtiments, par son inclusion dans des produits ménagers, et des pulvérisations sélectives, ce qui limite considérablement les dommages écologiques par rapport à son utilisation antérieure en agriculture. Cet usage permet également de réduire le risque de résistance au DDT, et requiert seulement une infime fraction de ce qui était utilisé pour un usage agraire : la quantité de DDT utilisée pour traiter tout le Guyana (215 000 km2) est à peu près celle qui était utilisée pour traiter 4 km2 de coton lors d'une seule saison des pousses. Cependant les moustiques résistants au DDT continuent de se développer. En 2012, un rapport de l'OMS mettait en évidence des résistances à différents insecticides, dont le DDT, dans de nombreux pays d'Afrique. Une synthèse de la littérature scientifique parue en 2014 s'alarme du développement de ces résistances en Afrique tropicale (91 % des pays testés ont des moustiques résistants au DDT en 2012 contre 64 % en 2001).

La convention de Stockholm sur les polluants organiques persistants, ratifiée le 22 mai 2001 et effective depuis le 17 mai 2004, vise à interdire le DDT ainsi que d'autres polluants organiques persistants. Celle-ci est signée par 158 pays et soutenue par la plupart des groupes environnementaux. L'utilisation du DDT à des fins sanitaires reste cependant tolérée. La Malaria Foundation International (Fondation internationale du paludisme) déclare : 

« Les conséquences du traité seront probablement meilleures que le statu quo qui régnait lors des négociations d'il y a deux ans. Pour la première fois, il existe maintenant un insecticide dont l'utilisation est restreinte au contrôle des vecteurs de maladie, ce qui signifie que la sélection des souches de moustiques résistantes sera plus lente qu'avant. »

En septembre 2006, l'OMS annonce que le DDT sera utilisé comme l'un des trois principaux outils dans la lutte contre le paludisme et recommande la pulvérisation des pièces dans les zones épidémiques, ainsi que dans les endroits à transmission du paludisme constante et élevée. Certains ont vu cette annonce comme un rétropédalage de l'agence. Mais celle-ci n'a jamais renoncé à l'utilisation du DDT comme en témoigne un rapport de 1998 réaffirmant son soutien à l'utilisation du DDT dans la lutte contre le paludisme.
En 2011, l'OMS a publié un position statement dans lequel l'agence réaffirme son souhait de voir disparaître à terme l'usage de cet insecticide, mais met en garde contre l'utilisation prématurée d'alternatives qui n'ont pas encore le même niveau d'efficacité. Elle reconnait que le DDT va encore jouer un rôle important dans la lutte contre le paludisme.

### L'interdiction aux États-Unis
En 1962 est publié le livre Printemps silencieux de Rachel Carson, qui soutient que les pesticides, surtout le DDT et les PCB (polychloro-biphényle), empoisonnent la faune et l'environnement, et mettent en danger la santé humaine. Les réactions publiques envers Silent Spring amorcent le développement des mouvements écologiques modernes aux États-Unis, et le DDT devient la cible principale des mouvements antichimiques et antipesticides des années 1960. Cependant, Rachel Carson avait également dédié une page de son livre à une présentation réfléchie de la relation entre le DDT et les moustiques transmettant le paludisme, mais en prenant en compte le développement de la résistance des moustiques :

« Il est plus judicieux dans certains cas d'accepter de subir une faible quantité de dégâts, plutôt que de n'en subir aucun pendant un moment, mais de le payer sur le long terme en perdant son moyen de lutte [ceci est le conseil donné en Hollande par le docteur Briejer en tant que directeur du Service de protection des plantes]. Un conseil pratique serait plus « Pulvérisez aussi peu que vous pouvez » que « Pulvérisez autant que possible ». »

Rachel Carson avait également fait la déclaration controversée que le DDT pouvait causer le cancer chez les humains. Charles Wurster, le scientifique en chef de l'Environmental Defense Fund (Fonds de défense de l'environnement) est cité dans le Seattle Times du 5 octobre 1969 pour avoir dit : « Si les écologistes l'emportent sur le DDT, ils atteindront un niveau d'autorité qu'ils n'avaient jamais eu auparavant. D'une certaine façon, on peut dire qu'il y a plus gros en jeu que le DDT. ».
Néanmoins des interdictions ciblées avaient eu lieu avant même la parution du livre de Rachel Carson. Dès 1957 le service des forêts du département de l'agriculture des États-Unis avait arrêté l'utilisation de DDT dans les zones aquatiques sur les terrains dont il avait la charge. En 1958 le département de l'agriculture a commencé à éliminer progressivement l'utilisation du DDT, ce qui le conduit à passer de 20 000 km2 traités en 1957 à un peu plus de 400 km2 dix ans plus tard.
En 1972, l'agence de protection de l'environnement des États-Unis interdit l'utilisation du DDT à usage agricole dans le pays, sans le remettre en cause pour les applications liées à la santé publique, telle que la lutte contre les vecteurs propageant des maladies ou des quarantaines. L'exportation reste autorisée. Cette décision se fonde sur quatre rapports scientifiques produits entre 1963 et 1969. Deux d'entre eux sont l'œuvre du President's Science Advisory Committee, le comité consultatif scientifique du président, un du Conseil national de la recherche des États-Unis et un dernier résultant d'une commission fédérale dirigée par Emil M. Mrak.

### Controverses sur les effets d'une interdiction partielle
L'interdiction partielle du DDT, tant géographiquement que dans les usages, a suscité certaines accusations, en particulier dans les milieux de la droite américaine, rendant responsables de millions de morts les personnes ayant défendu prétendument des interdictions totales,,,,,.
Ces accusations infondées sont souvent qualifiées de « mythe » ou de « fable » : il n'y a en fait jamais eu d'interdiction totale du DDT, en particulier dans les pays touchés par le paludisme,,.
Naomi Oreskes, historienne des sciences, qualifie ces accusations de « révision de l'histoire dont le seul but est de discréditer a priori toute forme de régulation environnementale ».
L'origine de cette controverse ne date pas de l'interdiction partielle du DDT dans les années 1970. Ces critiques étaient inexistantes avant les années 1990 qui ont connu un regain d'intérêt pour le bannissement du DDT,. Les premières traces de ces critiques remontent à un ouvrage de la gouverneure démocrate Dixy Lee Ray, intitulé Tashing the Planet (1992). À la même époque, J. Gordon Edwards, entomobiologiste, publie dans le magazine Fusion, créé par l'homme politique controversé Lyndon LaRouche, deux articles rendant Carson et les écologistes responsables de millions de morts,.
Les raisons d'une résurgence du paludisme, dans certains pays, à partir du milieu des années 1970 sont liés à l'échec de la campagne d'éradication de l'OMS et à la recrudescence de moustiques résistants au DDT.
Des mémos internes à l'industrie du tabac montrent qu'au milieu des années 1990, il existe une volonté de discréditer les défenseurs de la santé ou de l'environnement en utilisant ce mythe. Steven Milloy, ayant œuvré pour la mise en doute des risques du tabagisme passif et du réchauffement climatique, qui dirige The Advancement of Sound Science Coalition (TASSC), un organisme mis en place par une firme de relation publique et financé par Philip Morris, développe en 1999, avec J. Gordon Edwards, une argumentation pour prendre la défense du DDT et critiquer son interdiction,. Edwards accusait Carson d'avoir omis des résultats scientifiques pertinents. C'est en fait Edwards qui a opéré une sélection arbitraire des données, l'interprétation de Carson étant valide. À la même époque, Roger Bate, propose un projet de livre à Philip Morris, dont le but est de mettre en avant les dangers de s'intéresser à des risques mineurs. Il vise à discréditer les mouvements écologistes en utilisant des arguments politiquement corrects, notamment sur la lutte contre le paludisme, afin de diviser leurs opposants,. Ce livre a finalement été publié.
Aux États-Unis, ces critiques ont notamment pour motivation de critiquer les politiques de régulation et de défendre des politiques néolibérales, de libre marché,.
Alors que le Cato Institute, un think tank libertarien, accusait Carson d'avoir travaillé négligemment voire de manière à tromper, ses archives montrent à l'inverse que ses propos reposaient sur une étude complète des données de la recherche.
Quoi qu'il en soit, l'utilisation du DDT pour la lutte contre le paludisme n'a jamais cessé. Dans les années 1990, de nombreux pays étaient victimes d'espèces de moustiques présentant des résistances au DDT, ce qui témoigne d'une utilisation de l'insecticide (Afrique du Sud, Arabie saoudite, Bénin, Burkina Faso, Cameroun, République centrafricaine, Congo, Éthiopie, Ghana, Île Maurice, Liberia, Mali, Niger, Nigeria, Sénégal, Soudan, Swaziland, Tanzania, Togo, Zaïre). Mis à part l'Afrique subsaharienne, en butte à des problèmes de résistance de la part des moustiques, l'incidence globale de la maladie tend à baisser,.

## Impact sur l'environnement
De façon générale, le DDT se concentre dans les systèmes biologiques, principalement les corps gras. C'est un produit nocif pour diverses espèces qui se bioamplifie le long de la chaîne alimentaire, atteignant sa plus haute concentration pour les superprédateurs, comme les humains ou les rapaces. Le DDT a notamment été montré du doigt pour expliquer le déclin des pygargues à tête blanche ou des faucons pèlerins lors des années 1950 et 1960 : le DDT et ses produits de décomposition sont toxiques pour les embryons aviaires et peuvent perturber l'absorption de calcium, et donc sur la qualité de la coquille des œufs. Pourtant, le DDT en faibles doses a très peu d'effet sur les oiseaux, contrairement à son métabolite, le DDE, qui est beaucoup plus toxique. Le DDT et le DDE ont également très peu d'effet sur certains oiseaux, comme les poules. Une étude récente a montré que des dommages cérébraux significatifs chez les merles sauvages dus à une exposition au DDT aux États-Unis affecte leur chant, leur capacité à défendre leur territoire et à construire des nids. Le DDT est hautement toxique pour les organismes aquatiques, y compris les écrevisses, les daphnies, les crevettes et de nombreuses espèces de poissons. Le DDT peut être modérément toxique pour certaines espèces d'amphibiens, notamment à l'état larvaire. En outre, le DDT s'accumule de façon importante dans les poissons et d'autres espèces aquatiques, menant à de concentrations importantes pour de longues expositions[réf. nécessaire]Dichlorodiphényldichloroéthylène.
Le DDT est un polluant organique persistant avec une demi-vie évaluée entre 2 et 15 ans, qui se fixe dans de nombreux sols. Dans les lacs, sa demi-vie est estimée à 56 jours et dans les rivières à 28 jours. Mais la persistance du DDT va au-delà ces durées, en raison, entre autres, de la présence des produits décomposés du DDT. Ses processus de dégradation incluent en effet la volatilisation, la photolyse et la biodégradation aérobie et anaérobie. Ces processus sont en général assez lents. Ses produits de décomposition dans les sols sont le DDE (dichlorodiphényldichloroéthylène ou 1,1-dichloro-2,2-bis(p-dichlorodiphényl)éthylène) et le DDD (dichlorodiphényldichloroéthane ou 1,1-dichloro-2,2-bis(p-chlorophényl)éthane) qui sont eux aussi hautement persistants et possèdent des propriétés physiques et chimiques similaires[réf. nécessaire]. La quantité totale de ces produits est connue sous le nom de « DDT total ». Des recherches ont montré la persistance du DDT et de ses composés plus de vingt ans après son usage, l'érosion suscitée par d'autres produits phytosanitaires (comme le glyphosate, composant actif du Roundup) conduisant en outre à accélérer les processus de relargage du DDT stocké dans le sol.
Aux États-Unis, tous les échantillons humains de sang et de tissus graisseux pris au début des années 1970 présentent des niveaux détectables de DDT. Une étude ultérieure d'échantillons de sang pris dans la seconde moitié des années 1970 (soit après l'interdiction aux États-Unis) montrent une concentration plus faible, mais le DDT et ses métabolites restaient à des concentrations importantes[réf. nécessaire].
Le DDT est un composé organochloré. Il a été démontré que certains composés organochlorés avaient un faible effet œstrogénique, c'est-à-dire se montraient suffisamment semblables à certains œstrogènes d'un point de vue chimique pour déclencher une réponse hormonale chez les animaux contaminés. Cet effet a été observé pour le DDT dans des études de laboratoire faites sur des souris et des rats, mais aucune enquête épidémiologique n'a pu prouver un effet similaire chez les humains.
Trente ans après son interdiction, ce pesticide a été retrouvé dans le bassin d'Arcachon en France. En bout de course, la mer est le destinataire naturel des pollutions humaines.

## Effets sur l'homme

### Effets aigus
L'utilisation du DDT est généralement considérée comme sûre pour l'humain s'il respecte les recommandations d'usage. Il n'existe pas d’étude scientifique prouvant que le DDT soit particulièrement toxique pour les humains, ou d’autres primates[réf. nécessaire], comparativement à d’autres pesticides répandus. Des doses allant jusqu’à 285 mg kg−1 ont été ingérées accidentellement sans causer la mort, mais ont néanmoins causé des vomissements. Des doses de 10 mg kg−1 peuvent rendre malade certains individus.
Le DDT a souvent été directement appliqué sur les vêtements, sur la peau, les poils ou les cheveux ou a été ajouté au savon, et à de rares occasions, il fut prescrit oralement pour traiter des empoisonnements aux barbituriques.

### Effets chroniques

#### Risques de cancer
À l'origine ils ont été très discutés, les résultats apparaissant contradictoires.
En 1987, l'agence de protection de l'environnement des États-Unis a catégorisé le DDT en classe B2, c'est-à-dire cancérigène potentiel pour l'Homme. Cette catégorisation se basait sur l'« observation des tumeurs de sept études sur diverses espèces de souris et de trois études sur les rats. Le DDT est structurellement similaire à d’autres carcinogènes probables, comme le DDD et le DDE ». Cependant, les autopsies visant à corréler des cancers avec les concentrations en DDT ont donné des résultats mitigés. Trois études ont conclu que le taux de DDT et DDE dans les tissus était plus élevés chez les malades atteints de cancer que pour ceux mourant d’autres maladies (Casarett et coll., 1968 ; Dacre and Jennings, 1970 ; Wasserman et coll., 1976 cités par l'EPA) mais d’autres travaux n'ont pas trouvé de corrélation (Maier-Bode, 1960 ; Robinson et coll., 1965 ; Hoffman et coll., 1967 cités par l'EPA).
Les études portant sur des expositions occasionnelles d’ouvriers ou de volontaires, n'ont pas été assez longues pour évaluer la cancérogénicité à long terme du DDT chez les humains.
Le Centre international de recherche sur le cancer a classé en 2015 le DDT comme « cancérogène probable ». Cette classification s'appuie sur plus de 100 études de cohorte et cas-témoins qui donnent des résultats limités quant aux liens entre l'exposition au DDT ou au DDE et les lymphomes non-hodgkiniens, cancers du foie et cancers des testicules. Il existe en revanche des preuves solides de cancérogénicité du DDT chez les animaux et des modes d'action entraînant une cancérogénicité du DDT.
En 2021, une expertise collective de l'Inserm détermine qu'il existe une présomption forte d'un lien entre l'exposition professionnelle au DDT et les lymphomes non-hodgkiniens.

##### Cancer du sein
Une étude menée en 1993 a montré une corrélation statistiquement significative entre le taux sanguin d'un métabolites du DDT, le DDE, et le risque de cancer du sein dans un échantillon de plus de 14 000 New-yorkaises. Les études directes n'avaient pas trouvé de lien entre DDT dans le sérum et cancer du sein chez la femme (ainsi, une étude portant sur 692 femmes sur vingt ans n’a pas trouvé de corrélation entre le sérum de DDE et le cancer du sein), mais le DDT stocké dans les tissus gras pourrait être en cause, et certains éléments évoquent un lien entre DDT et ce cancer (par exemple, les taux de cancer du sein en fonction du temps suivent le déclin du DDT et de l'hexachlorobenzène en Israël[réf. nécessaire]).
En 2001, à partir d'une revue d'études antérieures, S. M. Snedeker, responsable d'un programme sur le cancer du sein et les facteurs de risques environnementaux à l'université Cornell de l'État de New-York, a estimé que les contradictions apparentes de ces études pourraient être expliquées par des effets de perturbation endocrinienne différents selon les formes de DDT utilisées (estrogénicité variable selon les formes), mais aussi en raison de modalités différentes d'interprétation des études sur le DDT, sur le DDE et le risque de cancer du sein. En particulier l'influence des facteurs alimentaires, du statut ménopausique des patientes, des différences entre types de populations de contrôle, de l'histoire de lactation (durant la lactation, la mère « se débarrasse » de nombreux polluants liposolubles via le lait maternel). De plus, les récepteurs œstrogéniques sensibles au DDT et à ses métabolites pourrait varier selon les sous-groupes ethniques et le polymorphisme des tumeurs du sein peut avoir été différemment pris en compte selon les études.
Un rapport de 2013 de l'Agence européenne pour l'environnement considère que jusqu'à la publication d'une étude de 2007 les effets du DDT sur le cancer du sein restaient ambigus. Selon l'agence, la publication de cette étude change la donne. Elle porte sur des femmes exposées au DDT pendant la gestation ou l'enfance. L'étude confirme l'importance de l'âge auquel l'exposition a eu lieu et elle permet de montrer que plus de quarante ans après, elles avaient développé cinq fois plus de cancer du sein (beaucoup de femmes n'ont pas encore atteint l'âge critique pour le cancer du sein, et d'autres cas sont à prévoir concluent les auteurs). Une autre étude, de 2015, confirme à nouveau que les femmes exposées in utero au DDT développent davantage de cancers du sein que celles non exposées.
Le Centre international de recherche sur le cancer n'a pas trouvé de lien clair entre les niveaux de DDT mesurés chez l'adule et les cancers du sein mais il considère que le rôle du DDT en bas âge reste à clarifier.

#### Effet sur le développement
Selon le rapport de l'agence européenne de l'environnement citant plusieurs études publiées dans les années 2000, l'exposition in utero au DDT est liée à des problèmes de développement psychomoteurs durant l'enfance.
Une étude publiée en 2018 montre un lien entre présence de métabolites du DDT dans le sang de femmes enceintes en Finlande et prévalence de l'autisme chez leurs enfants.

#### Effet sur la santé reproductive humaine
Selon un article récapitulatif du Lancet : « Bien que le DDT ne soit de façon générale pas toxique pour les humains et interdit pour des raisons principalement écologiques, les recherches ultérieures ont révélé qu’une exposition de DDT correspondant à des concentrations requises pour la lutte contre le paludisme pourraient causer des naissances prématurées et à des sevrages prématurées, ce qui annulerait les bénéfices la baisse de mortalité infantile. […] Le DDT peut être utile dans la lutte contre le paludisme mais la preuve de ses effets néfastes sur la santé humaine nécessite des recherches adéquates pour juger s'il apporte plus de bénéfices que de risques ».
Une étude chez les rats démontre cependant que le DDT administré par voie intrapéritonéale aux rates de 20 jours, à dose de 2,5 mgl kgl/jour, 5 fois par semaine pendant 5 mois, provoque la stérilité permanente, l'hypertrophie uni- ou bilatérale des ovaires qui prennent un aspect polykystique,.

#### Maladie d'Alzheimer
Une étude de 2014 publiée dans le Journal of the American Medical Association fait état de la présence quatre fois plus importante du DDT chez les patients atteints d'Alzheimer.

#### Travaux futurs
« Bien que les effets toxiques aigus soient rares, les études toxicologiques lui prêtent des propriétés de désorganisation endocrinienne. Les données sur l'homme indiquent également un effet de délétion de la spermatogenèse, sur la menstruation, la durée gestationnelle et la durée de la lactation. Focaliser la recherche sur la santé reproductive et le développement humain semble donc approprié. Le DDT pourrait s'avérer être une intervention de santé publique efficace et bon marché, durable. Cependant, divers effets toxiques qui seraient difficile à détecter sans étude spécifique peuvent exister et pourraient résulter en une morbidité ou mortalité importante. L'usage responsable du DDT devrait inclure des programmes de recherche qui auraient pour but de détecter les effets toxiques les plus plausibles ainsi que de documenter les bénéfices attribuables spécifiquement au DDT. Bien que ce point de vue équivaille à une platitude dans le cas de la recherche pour le paludisme en Afrique, la problématique pourrait ici être suffisamment focalisée et incontestable pour que les gouvernements et agences de financement reconnaissent la nécessité d'inclure la recherche sur toute mortalité infantile quand le DDT est utilisé. »